# متكيسة رئوية ويكفيلدية
المتكيسة الرئوية الويكفيلدية (باللاتينية: Pneumocystis wakefieldiae) هي فطر من جنس المتكيسة الرئوية، اكتشفت أول مرة في الجرذان.